# 249
249 (CCXLIX na numeração romana) foi um ano comum do século III do Calendário Juliano, da Era de Cristo, a sua letra dominical foi G (52 semanas), teve início a uma segunda-feira e terminou também a uma segunda-feira.
| Ano completo                         |
| ------------------------------------ |
| Ano comum com início à segunda-feira |